# Maison natale de Ratko Mitrović à Čačak
La maison natale de Ratko Mitrović à Čačak (en serbe cyrillique : Кућа народног хероја Ратка Митровића у Чачку ; en serbe latin : Kuća narodnog heroja Ratka Mitrovića u Čačku) se trouve à Čačak, dans le district de Moravica, en Serbie. Elle est inscrite sur la liste des monuments culturels protégés de la république de Serbie (identifiant no SK 478),,.

## Présentation
Le héros national Ratko Mitrović (1913-1941) est né, a vécu et a travaillé dans cette maison.

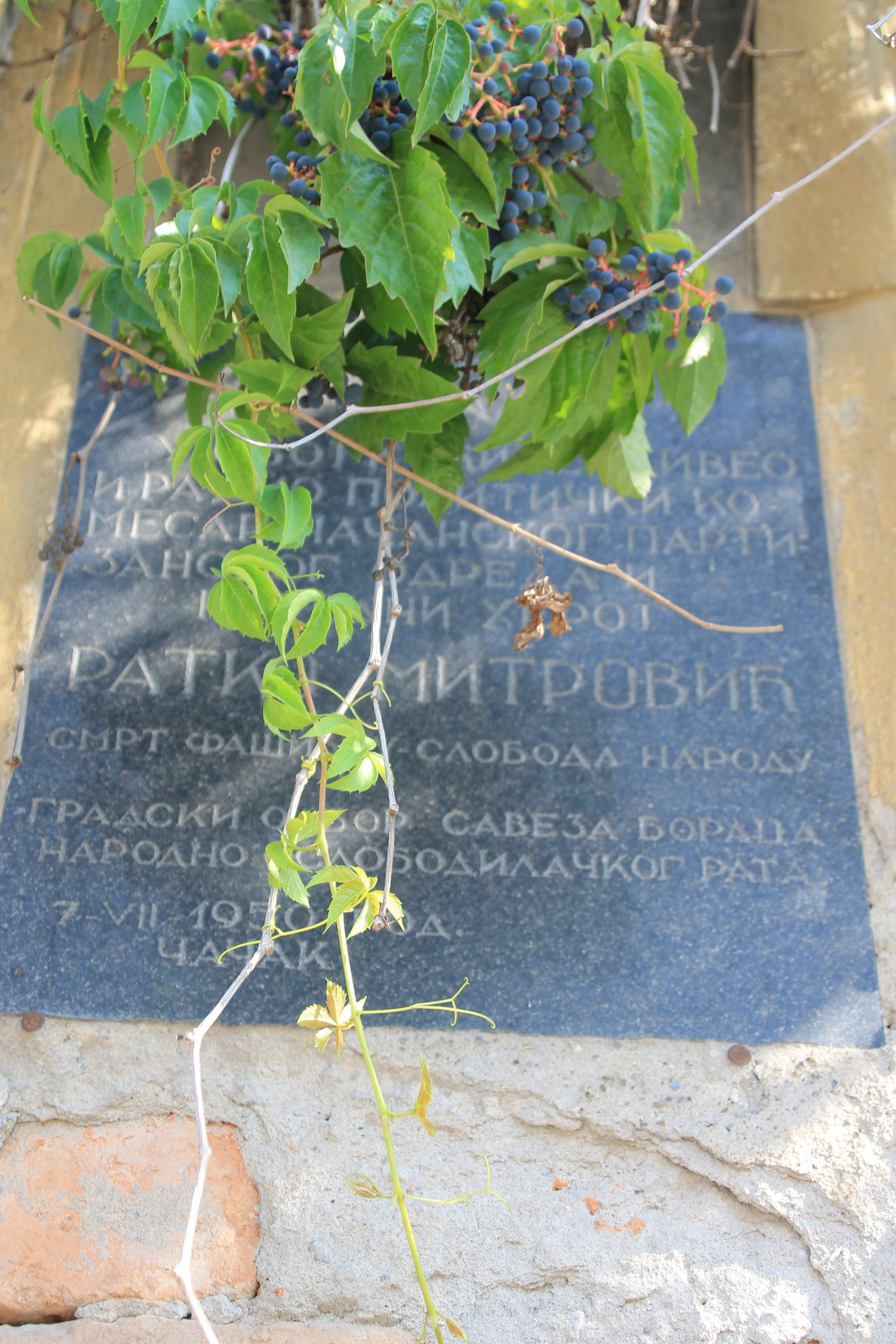
Plaque commémorative sur la maison.